# Simfonia coral
|  | No s'ha de confondre amb Simfonia núm. 9 (Beethoven). |

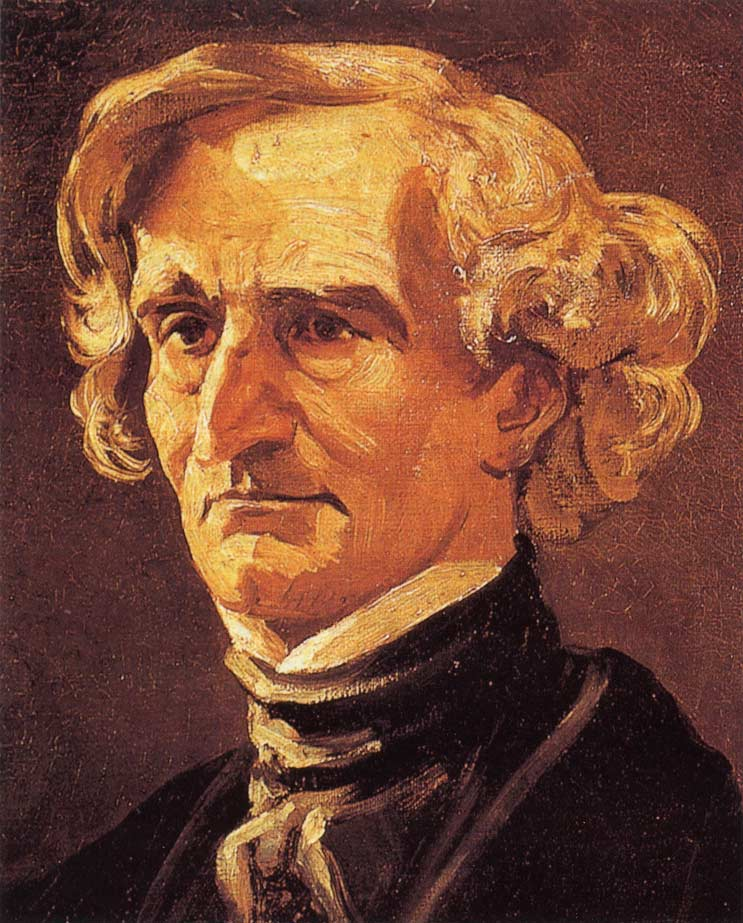
El primer a utilitzar el terme «simfonia coral» va ser Hector Berlioz en descriure la seva obra Roméo et Juliette.

Una simfonia coral és una composició musical per a orquestra, cor i, de vegades, solistes, la qual s'adhereix, generalment, en el seu funcionament intern i arquitectura musical global a la forma musical simfònica. El terme «simfonia coral» en aquest context va ser encunyat per Hector Berlioz en descriure la seva obra Roméo et Juliette en la seva introducció de cinc paràgrafs per a aquesta obra. L'antecessor directe de la simfonia coral és la Novena Simfonia de Ludwig van Beethoven. La Novena de Beethoven recull part de l'Ode an die Freude (Cant de joia), un poema de Friedrich Schiller, amb text cantat per solistes i cor en el seu últim moviment. És el primer exemple d'ús en un compositor important de la veu humana al mateix nivell que els instruments en una simfonia.
Alguns compositors del segle xix, en particular Felix Mendelssohn i Franz Liszt, van seguir a Beethoven en la producció d'obres simfòniques corals. El gènere es va desenvolupar àmpliament en el segle xx, amb obres notables com les compostes per Benjamin Britten, Gustav Mahler, Serguei Rakhmàninov, Dmitri Xostakóvitx, Ígor Stravinski i Ralph Vaughan Williams, entre d'altres. Des de finals del segle XX i començaments del segle xxi s'han compost diverses obres noves d'aquest gènere, entre elles les escrites per Tan Dun, Philip Glass, Hans Werner Henze i Krzysztof Penderecki.
La intenció era que la simfonia coral romangués en el gènere simfònic, fins i tot amb la seva fusió d'elements dramàtics o narratius que es derivaven de la inclusió de les paraules. Amb aquest objectiu, les paraules van ser tractades simfònicament per perseguir finalitats no narratives, a través de l'ús freqüent de la repetició de paraules i frases importants i la reordenació, transposició i omissió de passatges lingüístics. El text va arribar a determinar l'esquema simfònic bàsic, mentre que l'orquestra transmetia les idees musicals en un grau similar al del cor i els solistes. Fins i tot amb un èmfasi simfònic, una simfonia coral era influenciada sovint en la forma musical i el contingut per una narració externa, fins i tot en les parts on no hi havia cant.

## Història

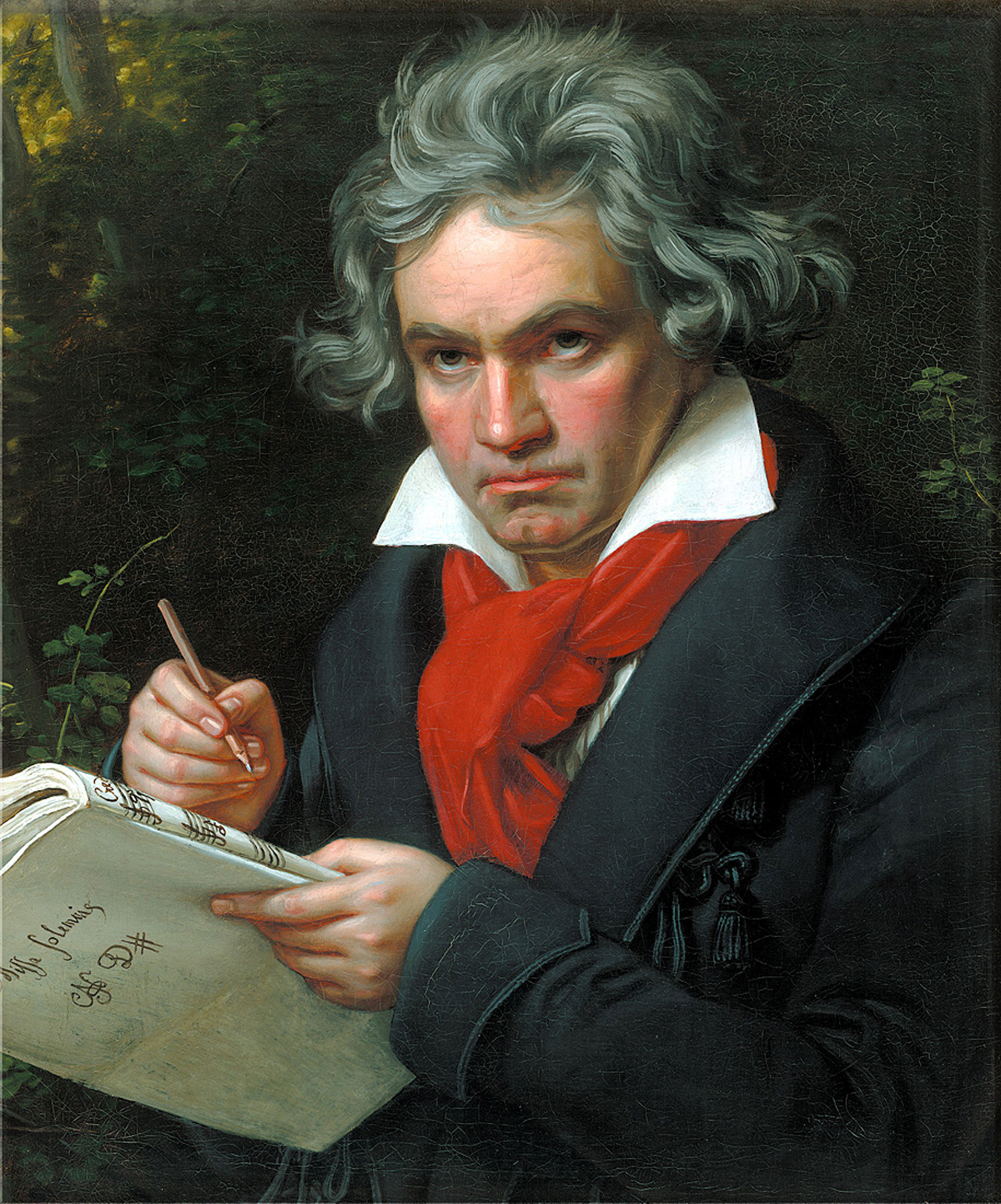
Ludwig van Beethoven va redefinir el gènere simfònic introduint paraules i veus en la seva Novena Simfonia.

A finals del segle xviii, la simfonia es va establir com el més prestigiós dels gèneres instrumentals. No obstant això, a causa del fet que no se centrava en un text escrit, era vista com un vehicle d'entreteniment més que d'idees socials, morals o intel·lectuals. Aquest punt de vista va canviar unes dècades més tard, en part a causa dels assoliments en el gènere simfònic de Joseph Haydn, Wolfgang Amadeus Mozart i Ludwig van Beethoven. També va haver-hi un canvi d'actitud cap a la música instrumental en general, i l'absència de text, abans vista com un desavantatge, va passar a considerar-se una virtut.
L'any 1824, la Novena Simfonia de Beethoven va redefinir la simfonia mitjançant la introducció de text i veu en un gènere prèviament instrumental, per la qual cosa va obrir un debat sobre el futur de la simfonia en si mateixa. Richard Wagner va afirmar més tard que l'ús de les paraules de Beethoven havia demostrat el que el musicòleg Mark Evan Bonds denomina «els límits de la música purament instrumental i, per tant, el final de la simfonia com a gènere vital». Altres no estaven segurs de com procedir; si emular la Novena mitjançant la composició de simfonies amb finals corals o bé desenvolupar el gènere simfònic de manera purament instrumental. Finalment, segons Bonds, la simfonia va ser vista «com un drama global i còsmic que va transcendir l'àmbit del so en si mateix».
Alguns compositors van emular i van ampliar el model de Beethoven. Hector Berlioz va mostrar en la seva simfonia coral Roméo et Juliette un nou enfocament de la naturalesa èpica de la simfonia, usant veus per barrejar música i narrativa, excepte els moments fonamentals de la narrativa reservats a l'orquestra únicament. En fer-ho, escriu Bonds, Berlioz il·lustra per als compositors posteriors «nous enfocaments per abordar la metafísica en l'àmbit de la simfonia». Felix Mendelssohn va compondre la seva Segona Simfonia com una obra per a cor, solistes i orquestra. Havent etiquetat l'obra com a «simfonia-cantata», va ampliar el final coral a nou moviments mitjançant la inclusió de seccions vocals per a solistes, recitatius i seccions per a cor, la qual cosa va fer a la part vocal més llarga que les tres seccions purament orquestrals que la precedien. Franz Liszt va escriure dues simfonies corals, seguint aquestes formes de múltiples moviments amb les mateixes pràctiques de composició i mateixos objectius programàtics que havia establert en els seus Poemes simfònics.

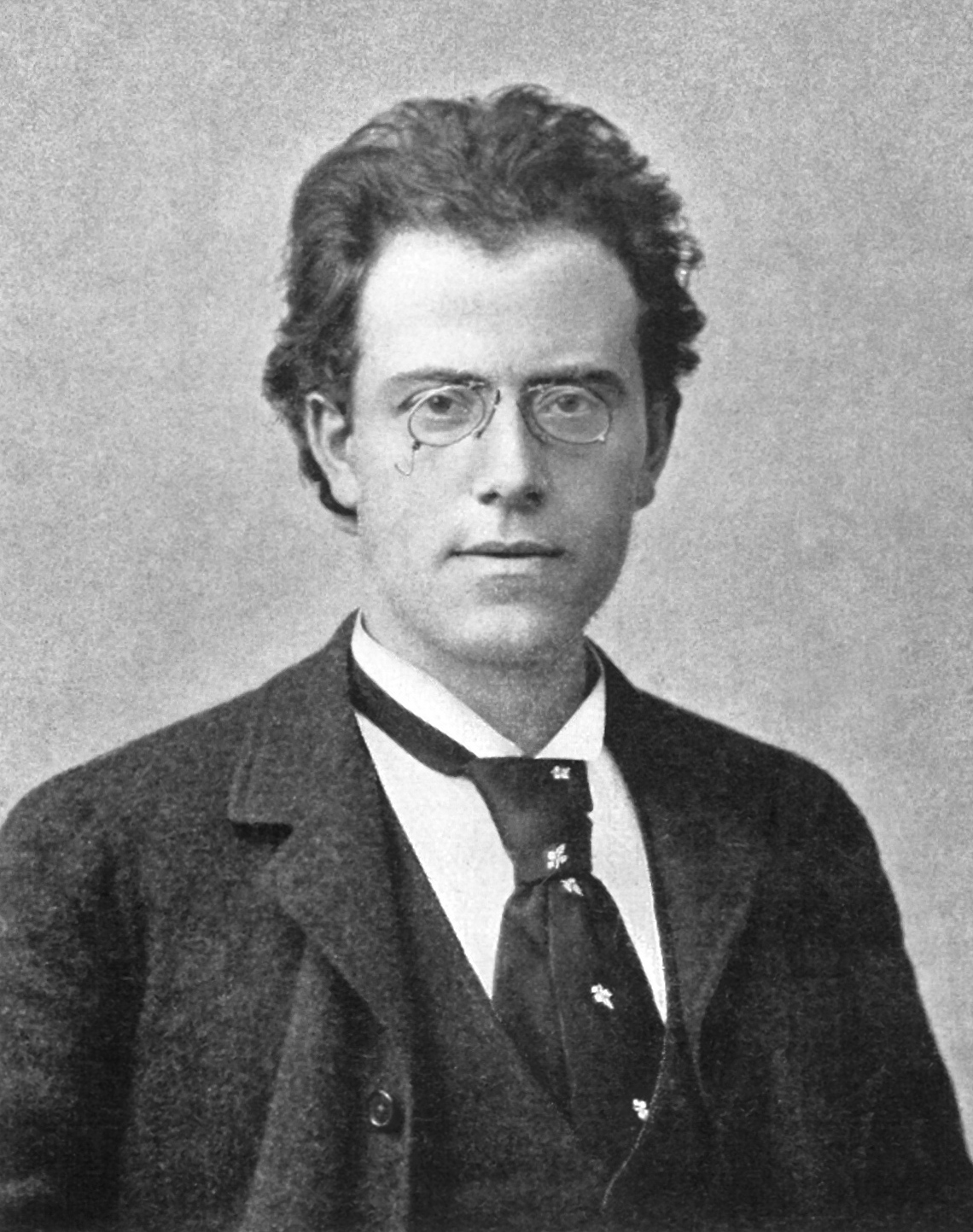
Gustav Mahler va seguir el llegat de Ludwig van Beethoven en les seves primeres simfonies.

Després de Liszt, Gustav Mahler va prendre el llegat de Beethoven en les seves primeres simfonies, en el que Bonds anomena «els seus esforços per un final utòpic». Per aquest efecte, Mahler va utilitzar un cor i solistes en el final de la seva Segona Simfonia, «Resurrecció». En la seva Tercera Simfonia va escriure un final purament instrumental precedit per dos moviments vocals i en la seva Quarta Simfonia una soprano solista interpreta un final vocal. Després d'escriure les seves simfonies Cinquena, Sisena i Setena com a obres purament instrumentals, Mahler va tornar a l'estil «cerimonial festiu-simfònic» en la seva Vuitena Simfonia, que integra el text al llarg de tota l'obra. Després de Mahler, la simfonia coral es va convertir en un gènere més comú, patint diversos canvis de composició en el procés. Alguns compositors, com Benjamin Britten, Serguei Rakhmàninov, Dmitri Xostakóvitx i Ralph Vaughan Williams, van seguir la forma simfònica en sentit estricte. Uns altres, com Havergal Brian, Alfred Schnittke i Karol Szymanowski, van triar ampliar la forma simfònica o utilitzar diferents estructures simfòniques en conjunt.
Al llarg de la història de la simfonia coral s'han compost obres que han reflectit objectius programàtics de composició particulars. Una de les primeres simfonies d'aquest tipus va ser la Segona Simfonia de Mendelssohn, encarregada per la ciutat de Leipzig l'any 1840 per celebrar el 400è aniversari de la invenció dels tipus mòbils per Johannes Gutenberg. Més d'un segle després, la Segona Simfonia de Henryk Górecki, subtitulada «Copernicana», va ser encarregada el 1973 per la  Kosciuszko Foundation de Nova York per celebrar el 500è aniversari del naixement de l'astrònom Nicolau Copèrnic. Entre aquestes dues obres, el 1930, el director d'orquestra Sergéi Kusevitski va encarregar a Ígor Stravinski la composició de la Simfonia dels Salms pel 50è aniversari de l'Orquestra Simfònica de Boston i, el 1946, el compositor Henri Barraud, llavors cap de Radiodiffusion-Télévision Française, va encarregar a Darius Milhaud que escrivís la seva Tercera Simfonia, subtitulada «Et Deum», per commemorar el final de la Segona Guerra Mundial.
A finals del segle XX i principis del XXI, es van compondre més simfonies corals per a ocasions especials. Krzysztof Penderecki va compondre la seva Setena Simfonia per commemorar el tercer mil·lenni de la ciutat de Jerusalem, el 1996 i Tan Dun la Symphony 1997: Heaven Earth Mankind per commemorar la transferència de la sobirania de Hong Kong aquell any a la República Popular Xina. Philip Glass va rebre l'encàrrec de compondre la seva Cinquena Simfonia com una de les moltes peces per celebrar el començament del segle xxi.

## Característiques generals
Igual que un oratori o una òpera, una simfonia coral és una obra musical per a orquestra, cor i, sovint, veus solistes, encara que se n'han compost algunes per a veus sense acompanyament. Berlioz, que el 1858 va encunyar el terme per descriure al seu Roméo et Juliette, va explicar la peculiar relació que ell concebia entre la veu i l'orquestra:
| « | (anglès) Even though voices are often used, it is neither a concert opera nor a cantata, but a choral symphony. If there is singing, almost from the beginning, it is to prepare the listener's mind for the dramatic scenes whose feelings and passions are to be expressed by the orchestra. It is also to introduce the choral masses gradually into the musical development, when their too sudden appearance would have damaged the compositions's unity. | (català) Tot i que les veus són d'ús freqüent, no és ni una òpera de concert, ni una cantata, sinó una simfonia coral. Si s'hi canta, gairebé des del principi, és per preparar la ment de l'oïdor per a les escenes dramàtiques els sentiments de les quals i passions s'expressen amb l'orquestra. També és per introduir les masses corals a poc a poc en el desenvolupament musical, ja que la seva aparició massa sobtada hagués danyat la unitat de la composició. | » |

A diferència dels oratoris o les òperes, que generalment estan estructurats de manera dramaturga en àries, recitatius i cors, una simfonia coral està estructurada com una simfonia, en moviments. Es pot emprar l'esquema tradicional de quatre moviments, amb un ràpid moviment d'obertura, un moviment lent, un scherzo i un moviment final, o, com ocorre amb moltes simfonies instrumentals, es pot utilitzar una estructura diferent dels moviments. El text escrit en una simfonia coral està al mateix nivell que la música, com en un oratori, i el cor i els solistes comparteixen paper amb els instruments. Amb el temps, l'ús del text va permetre a la simfonia coral evolucionar des d'una simfonia instrumental amb un final coral, com en la Novena de Beethoven, a una composició que pot utilitzar veus i instruments en tota la composició, com en la Simfonia dels Salms de Stravinski o la Vuitena Simfonia de Mahler.
De vegades, el text pot donar una idea general bàsica que es relaciona amb l'esquema de quatre moviments d'una simfonia. Per exemple, l'estructura de quatre parts de Les campanes d'Edgar Allan Poe, una progressió des de la joventut fins al matrimoni, la maduresa i la mort, va suggerir naturalment els quatre moviments d'una simfonia a Sergei Rakhmàninov, la qual cosa va resultar en la seva simfonia coral homònima. El text pot animar a un compositor a ampliar la simfonia coral traspassant els límits normals del gènere simfònic, igual que va fer Berlioz amb el seu Roméo et Juliette, si bé encara està dins de la intenció estructural o estètica bàsica de la forma simfònica. També això pot influir en el contingut musical en les parts on no hi ha cant, com a Roméo et Juliette. Allí, Berlioz permet a l'orquestra expressar la major part del drama en la música instrumental i estalvia paraules per a les seccions expositives i narratives de l'obra.

## Relació entre paraules i música
Com en un oratori, el text escrit en una simfonia coral pot compartir un estatus similar al de la música, i el cor i els solistes poden participar en el plantejament i desenvolupament d'idees musicals en una mesura similar als instruments. El text també pot ajudar a determinar si l'autor segueix estrictament la forma simfònica, com en el cas de Rakhmàninov, Britten i Shostakóvich, o si sobrepassen la forma simfònica, com en el cas de Berlioz, Mahler i Havergal Brian. De vegades, l'elecció del text ha portat al compositor a diferents estructures simfòniques, com en el cas Szymanowski, Schnittke i, de nou, Havergal Brian. El compositor també pot optar per tractar el text fluidament, d'una manera més semblant a la música que a la narració. Així va ser el cas de Vaughan Williams, Mahler i Philip Glass.

### Tractament musical del text
La nota de programa de Vaughan Williams per la A Sea Symphony explica la forma en què el text anava a ser tractat com la música. El compositor escriu: «El pla de l'obra és simfònic més que narratiu o dramàtic i això es pot complir per justificar la repetició freqüent de paraules i frases importants que es produeixen en el poema. Les paraules i la música són tractades simfònicament». Es va inspirar en els poemes de Walt Whitman per compondre la simfonia i l'ús del vers lliure de l'escriptor s'aprecia en un moment en què la fluïdesa de l'estructura es torna més atractiva que els ajustos tradicionals mètrics del text. Aquesta fluïdesa va ajudar a facilitar la no narrativa, el tractament simfònic del text que Vaughan Williams tenia present. En el tercer moviment, en particular, el text és vagament descriptiu i pot ser «empès per la música», es repeteixen algunes línies, algunes no consecutives en el text escrit segueixen a altres en la música, mentre que d'altres desapareixen per complet.
Vaughan Williams no va ser l'únic que va donar un enfocament no narratiu al seu text. Mahler en va prendre un de similar, llavors amb un enfocament fins i tot més radical en la seva Vuitena Simfonia, presentant moltes línies de la primera part, «Veni Creator Spiritus», en el que l'escriptor i crític musical Michael Steinberg es refereix com «un creixement molt dens de repeticions, combinacions, inversions, transposicions i mescles». Fa el mateix amb el text de l'escena final del Faust de Goethe en la segona part de la simfonia, fent dos talls importants i altres canvis.
Altres obres porten l'ús del text com a música encara més lluny. Vaughan Williams utilitza un cor de veus de dones sense dir una paraula en la seva Simfonia Antàrtica, basada en la seva música per a la pel·lícula Scott of the Antarctic, per conscienciar sobre l'estat de desolació de l'atmosfera global. Mentre que en la Setena Simfonia de Philip Glass, també coneguda com Una simfonia tolteca, s'utilitza un cor en els moviments segon i tercer, el text no conté paraules reals. El compositor afirma que, en canvi, va formar el text amb «síl·labes soltes que afegia al marc evocador de la textura orquestral en general».

### Música i paraules en igualtat de condicions

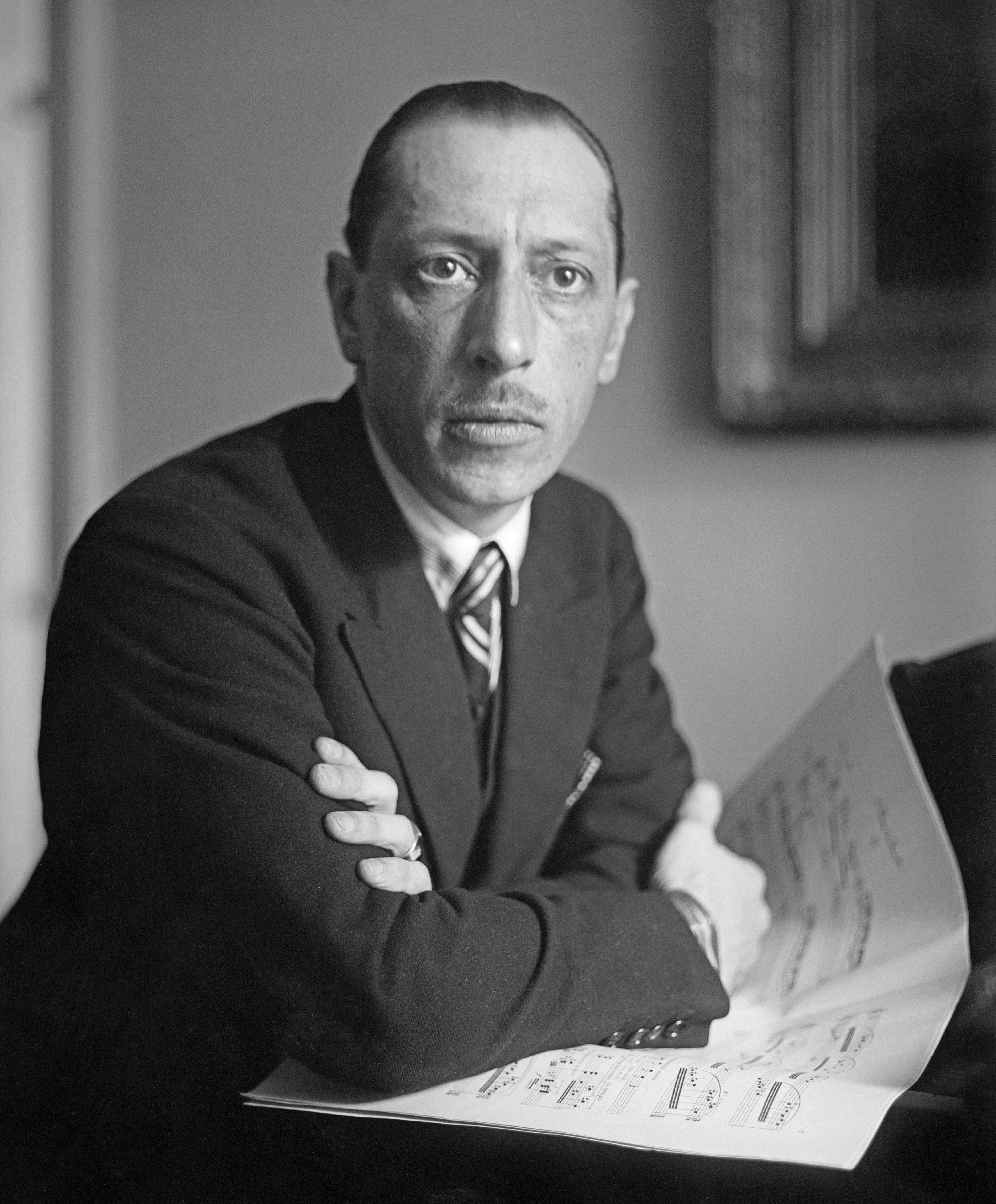
Ígor Stravinski utilitza un cor i una orquestra, en la seva Simfonia dels Salms «en igualtat de condicions».

Ígor Stravinski va dir sobre els textos de la seva Simfonia dels Salms que «no és una simfonia en la qual he inclòs els Salms per ser cantats. Al contrari, és el cant dels Salms el que estic convertint en simfonia». Aquesta decisió va ser tant musical com textual. El contrapunt de Stravinski requereix diverses veus musicals funcionant de forma simultània, melòdica i rítmicament independents, però interdependents harmònicament. Sonen molt diferents quan se sentissin per separat, però són harmonioses quan se senten juntes. Per facilitar la màxima claredat possible en aquest conjunt de veus, Stravinski utilitza «un conjunt coral i instrumental en el qual els dos elements han d'estar en igualtat de condicions i cap d'ells prevalgui sobre els altres».
La intenció de Mahler en compondre la seva Vuitena Simfonia per a un elenc excepcionalment gran era aconseguir un equilibri similar entre els efectius vocals i els instrumentals. No es tractava simplement d'un intent d'efecte grandiós, encara que per l'ús que fa el compositor d'aquests efectius es va guanyar el subtítol de «Simfonia dels mil» del seu agent de premsa (àlies que ha conservat). Igual que Stravinski, Mahler fa un ús intensiu i perllongat del contrapunt, sobretot en la primera part, «Veni Creator Spiritus». Al llarg d'aquesta secció, segons l'escriptor musical Michael Kennedy, Mahler mostra un domini considerable en la manipulació de múltiples veus melòdiques independents. El musicòleg Deryck Cooke afegeix que Mahler s'ocupa del seu enorme elenc «amb una claredat extraordinària».
Vaughan Williams també va insistir en l'equilibri entre les paraules i la música en la A Sea Symphony, ja que va escriure en la seva nota per al programa de l'obra: «També s'observa que l'orquestra comparteix igualtat de condicions amb el cor i solistes en la realització de les idees musicals». El crític musical Samuel Langford, en escriure sobre l'estrena de l'obra pel The Manchester Guardian, afirmava, d'acord amb el compositor: «És el més proper que tenim a una veritable simfonia coral, en la qual les veus són usades a tot arreu tan lliurement com l'orquestra».

### Paraules per decidir la forma simfònica

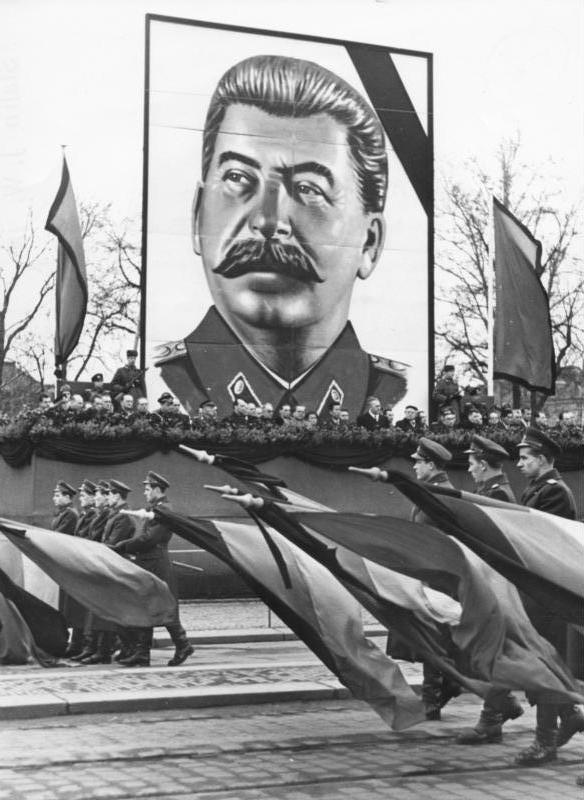
Els poemes de Ievgueni Ievtuixenko sobre el terror sota el règim de Stalin (a la foto) i altres abusos soviètics van inspirar a Xostakóvitx per compondre la seva Tretzena Simfonia.

Les campanes, simfonia coral de Rakhmàninov, reflecteix en quatre parts la progressió des de la joventut al matrimoni, la maduresa i la mort segons el poema de Poe. Britten inverteix el patró en la seva Spring Symphony, on les quatre seccions de la simfonia representen, en paraules de l'autor, «el progrés des de l'hivern a la primavera i el despertar de la terra i la vida que això comporta […] És en la forma tradicional de quatre moviments d'una simfonia, però amb els moviments dividits en seccions més curtes unides per un estat d'ànim o punt de vista similar».
La gestació de la Tretzena Simfonia, «Babi Yar», de Xostakóvitx només va ser una mica menys directa. Va adaptar el poema Babi Yar de Ievgueni Ievtuixenko gairebé immediatament després de llegir-ho i inicialment va considerar que fos una composició d'un únic moviment. Després de descobrir uns altres tres poemes de Ievtuixenko de la col·lecció Vzmakh ruki (Un gest de la mà) es va inspirar per desenvolupar una simfonia de llarga durada coral, amb «A Career» («Una carrera») com a moviment de tancament. El musicòleg Francis Maes comenta que Shostakóvich ho va fer així per complementar el tema de Babi Yar sobre el sofriment dels jueus amb versos de Ievtuixenko sobre altres abusos soviètics: «"At the Store" ("A la botiga") és un homenatge a les dones que han de fer cua durant hores per comprar els aliments més bàsics, […] "Fears" ("Temors") evoca el terror cap a Stalin. "A Career" és un atac als buròcrates i un homenatge a la creativitat genuïna». L'historiador musical Boris Schwarz afegeix que els poemes, en l'ordre en què Xostakóvitx els col·loca, formen un fort moviment d'obertura espectacular, un  scherzo, dos moviments lents i un final.
En altres casos, l'elecció del text ha portat al compositor a diferents estructures simfòniques. Havergal Brian va permetre que la forma de la seva Quarta Simfonia, subtitulada «Das Siegeslied» («Salm de la Victòria»), fos dictada per l'estructura en tres parts del seu text, el Salm 68; l'arranjament dels versets 13-18 per soprano solista i orquestra forma un interludi tranquil entre dos braus i conjunts cromàtics altament marcials per als enormes efectius del cor i orquestra. Així mateix, Szymanowski va permetre que el text del poeta persa del segle xiii Rumi dictés el que Jim Samson denomina «moviment tripartit únic» i «estructura d'arc en general» de la seva Tercera Simfonia, subtitulada «Song of the Night» («Cançó de la nit»).

### Paraules per expandir la forma simfònica
Un compositor també pot recórrer a un text per expandir una simfonia coral més enllà dels límits normals del gènere simfònic. Això és evident en la inusual orquestració i direcció d'escena que Berlioz va preparar per a la seva Roméo et Juliette. Aquesta peça té en realitat set moviments i demana un intermedi després del quart moviment —«Scherzo de la reina Mab»— per retirar les arpes de l'escenari i portar el cor dels Capuleto per la marxa fúnebre que segueix. D. Kern Holoman, biògraf de Berlioz, va observar que «segons la veia Berlioz, l'obra té simplement un disseny beethovenià, recobert amb la narrativa dels elements. El seu nucli s'aproxima a una simfonia de cinc moviments amb el final coral i, com en la Simfonia fantàstica, té tant un  scherzo com una marxa […] Els moviments "extra" són, per tant, la introducció amb el seu popurri de les subseccions i l'escena descriptiva de la tomba (al final de l'obra)».
Mahler va ampliar el model de Beethoven tant en el plànol programàtic per raons simfòniques en la seva Segona Simfonia , «Resurrecció», en el quart moviment vocal, «Urlicht», reduint la fe innocent del tercer moviment amb la tensió ideològica que Mahler tractava de resoldre en el moviment final. Llavors, va abandonar aquest model per la seva Tercera Simfonia, amb dos moviments per a orquestra i veus seguits de tres purament instrumentals, abans de tornar a instruments sols en el moviment final. Com Mahler, Havergal Brian va ampliar el model beethovenià, però a major escala i amb elencs orquestrals i corals molt més grans, en la seva Primera Simfonia. Subtitulada «La gòtica» i composta entre el 1919 i el 1927, la simfonia estava inspirada en el Faust de Goethe i en l'arquitectura gòtica de les catedrals europees. La Primera de Brian té dues parts. La primera consisteix en tres moviments instrumentals i la segona, també en tres moviments i més d'una hora de durada, és un arranjament en llatí del Te Deum.

## Simfonies per a cor sense acompanyament
Alguns compositors han escrit simfonies per a cor sense acompanyament, en les quals el cor interpreta el paper tant vocal com instrumental. Granville Bantock va compondre d'aquesta manera tres de les seves obres —Atalanta in Calydon (1911), Vanity of Vanities (1913) i A Pageant of Human Life (1913). La seva Atalanta, denominada pel musicòleg Herbert Antcliffe «la més important [de les tres obres] tant en experimentació tècnica com en inspiració», va ser escrita per a un cor d'almenys 200 integrants: el compositor va especificar «no menys de 10 veus per a cada part» en una obra amb 20 parts vocals separades. Usant aquest elenc, Bantock va formar grups «de diferents pesos i colors per tenir la varietat de matisos i perspectives [d'una orquestra]» A més, es divideix el cor en tres seccions per norma general, aproximant els timbres de les fustes, els metalls i les cordes. Dins d'aquestes divisions, Antcliffe escriu:
| « | (anglès) Almost every possible means of vocal expression is employed separately or in combination with others. To hear the different parts of the choir describing in word and tone «laughter» and «tears» respectively at the same time is to realize how little the possibilities of choral singing have as yet been grasped by the ordinary conductor and composer. Such combinations are extremely effective when properly achieved, but they are very difficult to achieve. | (català) S'utilitzen gairebé tots els mitjans possibles d'expressió vocal per separat o en combinació amb uns altres. En escoltar les diferents parts del cor i descriure amb paraules i tons de «riures» i «llàgrimes», respectivament al mateix temps, s'entén el poc que han estat captades les possibilitats del cant coral pel director i compositor ordinari. Aquest tipus de combinacions són molt eficaces quan s'aconsegueixen, però molt difícils d'aconseguir. | » |

Roy Harris va compondre la seva Symphony for Voices l'any 1935 per a un cor A cappella dividit en vuit parts. Es va centrar en l'harmonia, el ritme i la dinàmica, permetent que el text de Walt Whitman determinés l'escriptura coral. John Profitt afirma que «en un sentit real, els esforços humans tan vistosament retratats en la poesia de Whitman troben una analogia musical en les proves a la qual són sotmesos els cantants», sobre la dificultat de la música per als artistes i de la seva qualitat altament evocadora. Malcolm Williamson va escriure la seva Symphony for Voices entre 1960 i 1962, adaptant textos del poeta australià James McAuley. Lewis Mitchell escriu que l'obra no és una simfonia en el sentit veritable, sinó que més aviat és una obra en quatre moviments precedits per una invocació per contralt solista. El text és una combinació de poemes que celebraven el desert d'Austràlia i el cristianisme visionari, les seves línies dentades i ritmes acompanyats de música. Mitchell escriu: «De totes les seves obres corals, amb la possible excepció del Requiem for a Tribe Brother, la Simfonia és la de sentiments més australians».

## Intenció programàtica

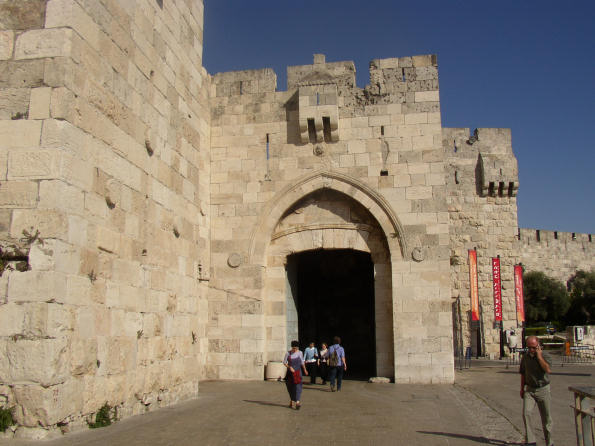
La porta de Jaffa, a la ciutat vella de Jerusalem. La Setena Simfonia de Penderecki, subtitulada «Set portes de Jerusalem», està «envaïda pel número "set" a diferents nivells».

Alguns esforços recents han prestat menys atenció a la forma simfònica i més a la intenció programàtica. Hans Werner Henze va compondre el 1997 la seva Novena Simfonia en set moviments, basant-se en l'estructura de la novel·la La setena creu d'Anna Seghers. La novel·la relata la fugida de set fugitius d'una presó nazi, condemnats a mort per crucifixió. L'experiència traumàtica del pres per aconseguir la llibertat es converteix en la part fonamental del text. La Setena Simfonia de Penderecki, subtitulada «Set portes de Jerusalem» i que es va concebre originalment com un oratori, no només està escrita en set moviments, sinó que, segons afirma el musicòleg Richard Whitehouse està «envaïda pel número "set" a diferents nivells». L'obra està unida per un ampli sistema de frases de set notes, així com l'ús freqüent de les set notes repetides en un únic to. Els set acords tocats fortissimo porten el final de l'obra.
La Cinquena Simfonia de Philip Glass, acabada el 1999 i subtitulada «Rèquiem, Bard i Nirmanakaya», està escrita en dotze moviments per complir amb la seva intenció programàtica. Glass escriu: «El meu pla per a la simfonia era que representés un ampli espectre de moltes de les grans tradicions de la "saviesa" del món», síntesi d'«un text vocal que comença abans de la creació del món, passa per la vida terrenal i el paradís, i acaba amb un lliurament futur». Glass escriu que considerava que el començament del mil·lenni a principis del segle XXI era un pont simbòlic entre el renaixement passat, present i espiritual.
Més recentment, Glass va basar l'estructura filosòfica i musical de la seva Setena Simfonia en la trinitat sagrada Wixarika. Glass va escriure sobre els respectius moviments d'obertura de l'obra i la seva relació amb l'estructura general de la simfonia «"The Corn" ("El blat de moro") representa un vincle directe entre la Mare Terra i el benestar dels éssers humans […] "The Sacred Root" ("L'arrel sagrada") es troba en els deserts del nord i centre de Mèxic i s'entén que és la porta al món de l'Esperit. Es considera que "The Blue Deer" ("El cérvol blau") és el posseïdor del Llibre del Coneixement. Qualsevol home o dona que aspira a ser una "persona de coneixement", a través d'un ardu entrenament i esforç, troba al Cérvol blau [...]».

### Paraules per canviar la intenció programàtica

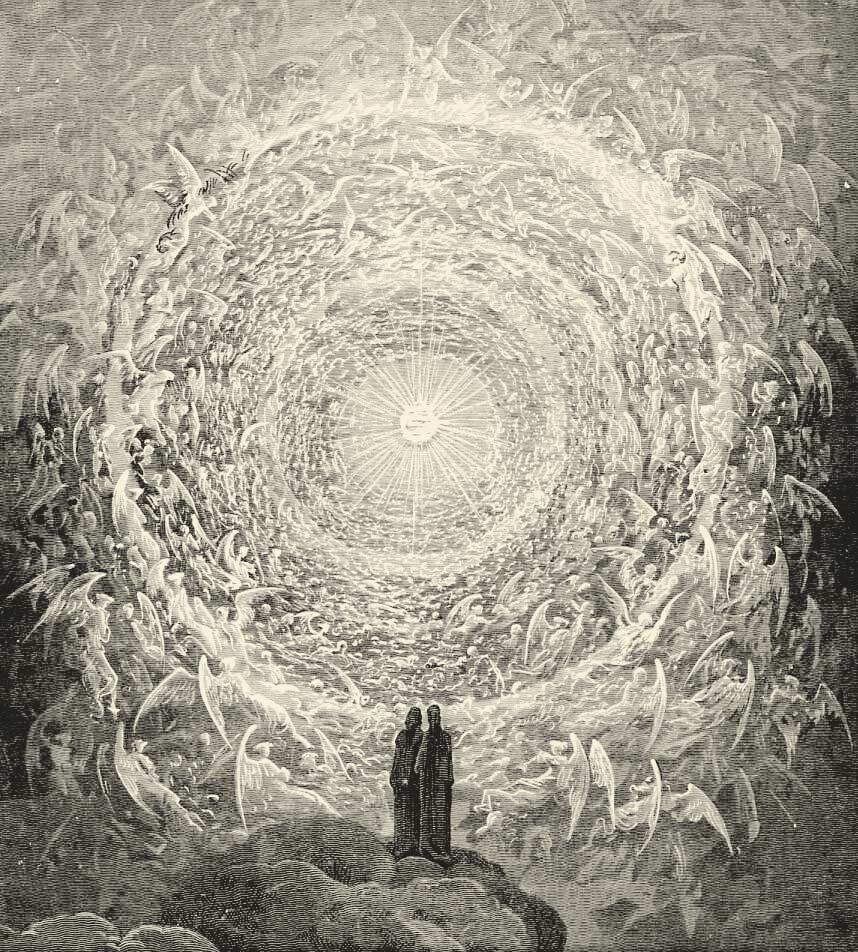
Cant 31 del Paradís de Dante Alighieri. Il·lustració de Gustave Doré que mostra a Dante escoltant la música del Cel des de lluny.

L'addició d'un text pot canviar efectivament la intenció programàtica d'una composició, com ocorre amb les dues simfonies corals de Franz Liszt. Tant la Simfonia Faust com la Simfonia Dante van ser concebudes com a obres purament instrumentals i més tard es van convertir en simfonies corals. No obstant això, encara que l'especialista en l'obra de Liszt, Humphrey Searle, afirma que la inclusió posterior d'una coral per part de Liszt recapitula amb eficàcia Faust i fa que sigui completa, un altre expert en Liszt, Reeves Shulstad, suggereix que Liszt va canviar el focus dramàtic de l'obra fins al punt de merèixer una interpretació diferent d'aquesta. Segons Shulstad, «la versió original de Liszt de 1854 va acabar amb una última referència a la fugaç Gretchen i una […] llauna orquestral en do major, basada en els moviments més majestuosos dels temes d'obertura. Es podria dir que aquesta conclusió es manté dins de la personalitat de Faust i la seva imaginació». Quan Liszt va tornar a concebre l'obra tres anys més tard, va agregar un «Cor místic», el cor masculí que canta les últimes paraules del Faust de Goethe. El tenor solista, acompanyat pel cor, canta les dues últimes línies del text. Shulstad escriu que «amb la incorporació del text del "Cor místic", el tema Gretchen s'ha transformat i ja no apareix com un Faust emmascarat. Amb aquesta associació directa amb l'escena final del drama que ha escapat a la imaginació de Faust i està escoltant una altra veu comentant la seva lluita i redempció».
De la mateixa manera, la inclusió de Liszt d'un final coral en la Simfonia Dante va canviar tant la intenció estructural com programàtica de l'obra. La intenció de Liszt era seguir l'estructura de la Divina Comèdia de Dante i compondre-la en tres moviments, un per l'Infern, un altre pel Purgatori i un altre pel Paradís. No obstant això, el gendre de Liszt, Richard Wagner, el va convèncer que cap compositor terrenal podia expressar fidelment els encants del Paradís. Liszt va descartar el tercer moviment, però va agregar un element coral, un magníficat, al final del segon. Aquesta acció, afirma Searle, va destruir realment l'equilibri formal de l'obra i deixa a l'oïdor, com a Dante, mirant cap amunt a les altures del Cel i escoltant la seva música al lluny. Shulstad suggereix que el final coral en realitat ajuda a completar la trajectòria programàtica de l'obra de la lluita al paradís.
Per contra, un text també pot provocar el naixement d'una simfonia coral, només perquè l'obra es converteixi en una purament instrumental quan es canvia l'enfocament programàtic d'aquesta. Xostakóvitx havia planificat inicialment la seva Setena Simfonia com una simfonia d'un sol moviment coral igual que les seves simfonies Segona i Tercera. Segons està documentat, tenia la intenció d'establir un text per al Salm novè de la Setena, en el tema de la venjança pel vessament de sang innocent. En això va estar influenciat per Stravinski, ja que havia quedat profundament impressionat amb el final de la Simfonia dels salms, que volia emular en aquesta obra. Si bé el tema del Salm novè transmet la indignació de Xostakóvitx per l'opressió de Stalin, una interpretació o representació pública de l'obra amb text hauria estat impossible abans de la invasió alemanya de la Unió Soviètica. L'agressió d'Adolf Hitler va fer que la representació d'aquesta obra fos factible, almenys en teoria, ja que la referència a la «sang» s'aplicaria, almenys oficialment, a Hitler. Amb Stalin apel·lant als sentiments patriòtics i religiosos dels soviètics, les autoritats ja no suprimien les imatges o temes ortodoxos. No obstant això, Xostakóvitx finalment es va adonar que la seva obra abastava molt més que aquesta simbologia. Va ampliar la simfonia a la forma tradicional de quatre moviments i la va fer purament instrumental.

### Suplantar text sense paraules

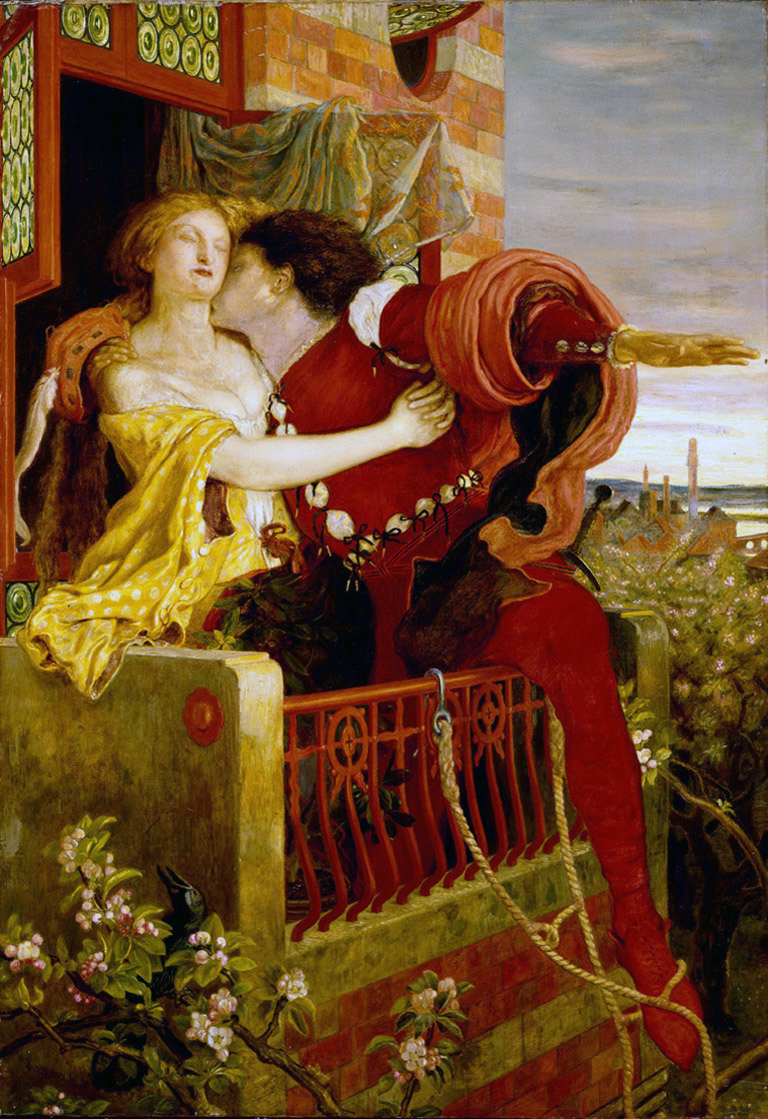
Hector Berlioz va permetre el text per dictar la forma simfònica a Roméo et Juliette però va permetre que la música suplantés el text sense paraules.

Encara que Berlioz va permetre que els aspectes programàtics del seu text modelessin la forma simfònica de Roméo et Juliette i orientessin el seu contingut, també va mostrar com una orquestra pot suplantar a un text sense més paraules per il·lustrar-ho. Va escriure en el seu prefaci de l'obra:
| « | (anglès) If, in the famous garden and cementery scenes the dialogue of the two lovers, Juliet's asides, and Romeo's passionate outbursts are not sung, if the duets of love and despair are given to the orchestra, the reasons are numerous and easy to comprehend. First, and this alone would be sufficient, it is a symphony and not an opera. Second, since duets of this nature have been handled vocally a thousand times by the greatest masters, it was wise as well as unusual to attempt another means of expression. It is also because the very sublimity of this love made its depiction so dangerous for the musician that he had to give his imagination a latitude that the positive sense of the sung words would not have given him, resorting instead to instrumental language, which is richer, more varied, less precise, and by its very indefiniteness incomparably more powerful in such a case. | (català) Si en les famoses escenes del jardí i el cementiri el diàleg dels dos amants, la digressió de Julieta, i les explosions de passió de Romeo no es canten, si els duos d'amor i la desesperació es donen a l'orquestra, les raons són nombroses i fàcils de comprendre. En primer lloc, i això per si solament seria suficient, és una simfonia i no una òpera. En segon lloc, duos d'aquesta naturalesa han estat manipulats vocalment mil vegades pels grans mestres, alguna cosa tan encertada com a inusual per intentar un altre mitjà d'expressió. També es deu al fet que la sublimitat mateixa d'aquest amor va fer la seva descripció tan perillosa per al músic que va haver de donar llibertat a la seva imaginació en el sentit positiu que les paraules cantades no li haurien donat, en lloc de recórrer al llenguatge instrumental, la qual cosa és més ric, més variat, menys precís i, per la seva indefinició, incomparablement més poderós en aquest cas. | » |

Com un manifest, aquest paràgraf va ser important per a la fusió d'elements simfònics i dramàtics en la mateixa composició musical. El musicòleg Hugh MacDonald escriu que, com Berlioz va mantenir la idea de la construcció simfònica molt present, va permetre a l'orquestra expressar la major part del drama en la música instrumental i posar les seccions expositives i narratives en paraules. El també musicòleg Nicholes Temperley suggereix que, a Roméo, Berlioz va crear un model de com un text dramàtic podria orientar l'estructura d'una simfonia coral, sense eludir que l'obra fos recognoscible com una simfonia. En aquest sentit, el musicòleg Mark Evans Bonds escriu que les simfonies de Liszt i Mahler deuen la seva influència a Berlioz.
Més recentment, Alfred Schnittke va permetre que els aspectes programàtics dels seus textos dictessin el curs de les seves dues simfonies corals, fins i tot quan no hi ha paraules per cantar. La Segona Simfonia en sis moviments de Schnittke, seguint l'Ordinari de la Missa de l'Església Catòlica, es desenvolupa programàticament en dos nivells simultanis. Mentre que els solistes i el cor interpreten breument la missa, mitjançant corals extretes del gradual, l'orquestra ofereix un extens comentari en execució que pot continuar durant molt més temps que la secció de la missa que està sent interpretada. De vegades, el comentari segueix un cor determinat, però amb freqüència és més lliure i més ampli d'estil. Malgrat la disparitat estilística que resulta, el biògraf Alexander Ivashkin comenta que «musicalment gairebé totes aquestes seccions barregen la melodia coral i els amplis comentaris orquestrals posteriors». L'obra es converteix en el que Schnittke va cridar una «Missa invisible» i Ivashkin va denominar «una simfonia contra un context coral».
El programa de Schnittke per la Quarta Simfonia, reflectint el dilema religiós del mateix compositor en l'època en la qual va ser composta, és més complex en la seva execució, per la qual cosa la majoria és expressada sense paraules. En les vint-i-dues variacions que formen l'únic moviment de la simfonia, Schnittke representa els quinze Misteris del Rosari tradicionals, que destaquen els moments importants en la vida de Crist. Com va fer en la seva Segona Simfonia, Schnittke realitza al mateix temps un detallat comentari musical de què s'està representat. Ho fa durant l'ús de música religiosa dels credos catòlics, protestants, jueus i ortodoxos, on la textura orquestral es torna extremadament densa en els múltiples fils musicals que progressen al mateix temps. Un tenor i un contratenor canten també sense paraules en dos punts de la simfonia. Les paraules es guarden per a un final en el qual els quatre tipus de música religiosa s'utilitzen com a contrapunt com un cor de quatre parts que canta l'Ave Maria. El cor pot triar si entre cantar l'Ave Maria en rus o en llatí. La intenció programàtica de la utilització d'aquests diferents tipus de música, segons escriu Ivashkin, és una insistència per part del compositor «en la idea […] de la unitat de la humanitat, una síntesi i harmonia entre les diverses manifestacions de la fe».